# Collegio uninominale Lazio 1 - 06 (2020)
Il collegio elettorale uninominale Lazio 1 - 06 è un collegio elettorale uninominale della Repubblica Italiana per l'elezione della Camera dei deputati.

## Territorio
Come previsto dalla legge n. 51 del 27 maggio 2019, il collegio è stato definito tramite decreto legislativo all'interno della circoscrizione Lazio 1.
È formato dal comune di Fiumicino e da una parte del territorio del comune di Roma: il Municipio Roma XI (Arvalia Portuense) e il Municipio Roma XII (Monte Verde).
Il collegio è parte del collegio plurinominale Lazio 1 - 03.

## Eletti
| Elezione | Elezione | Deputato           | Partito           |
| -------- | -------- | ------------------ | ----------------- |
|          | 2022     | Luciano Ciocchetti | Fratelli d'Italia |

## Dati elettorali

### XIX legislatura
Come previsto dalla legge elettorale, 147 deputati sono eletti con sistema a maggioranza relativa in altrettanti collegi uninominali a turno unico.
| Candidati                                 | Candidati                    | Voti    | %     | Liste                                 | Voti    | %     |
| ----------------------------------------- | ---------------------------- | ------- | ----- | ------------------------------------- | ------- | ----- |
|                                           | Luciano Ciocchetti ✔️ Eletto | 66 331  | 38,50 | Fratelli d'Italia                     | 49 263  | 28,59 |
| Lega per Salvini Premier                  | Luciano Ciocchetti ✔️ Eletto | 66 331  | 38,50 | 8 369                                 | 4,86    |       |
| Forza Italia                              | Luciano Ciocchetti ✔️ Eletto | 66 331  | 38,50 | 7 838                                 | 4,55    |       |
| Noi moderati/Lupi - Toti - Brugnaro - UDC | Luciano Ciocchetti ✔️ Eletto | 66 331  | 38,50 | 861                                   | 0,50    |       |
|                                           | Claudio Mancini              | 55 400  | 32,15 | Partito Democratico-IDP               | 39 548  | 22,95 |
| Alleanza Verdi e Sinistra                 | Claudio Mancini              | 55 400  | 32,15 | 8 134                                 | 4,72    |       |
| +Europa                                   | Claudio Mancini              | 55 400  | 32,15 | 6 874                                 | 3,99    |       |
| Impegno Civico - Centro Democratico       | Claudio Mancini              | 55 400  | 32,15 | 844                                   | 0,49    |       |
|                                           | Emanuele Ceccato             | 24 709  | 14,34 | Movimento 5 Stelle                    | 24 709  | 14,34 |
|                                           | Francesca Severi             | 16 234  | 9,42  | Azione - Italia Viva - Calenda        | 16 234  | 9,42  |
|                                           | Massimo Arcangeli            | 3 135   | 1,82  | Unione Popolare                       | 3 135   | 1,82  |
|                                           | Andrea Perillo               | 2 809   | 1,63  | Italexit                              | 2 809   | 1,63  |
|                                           | Salvatore Giuseppe Todaro    | 2 301   | 1,34  | Italia Sovrana e Popolare             | 2 301   | 1,34  |
|                                           | Annalisa Buccieri            | 1 020   | 0,59  | Vita                                  | 1 020   | 0,59  |
|                                           | Jessica Aversa               | 353     | 0,20  | Alternativa per l'Italia (PdF - Exit) | 353     | 0,20  |
| Totale                                    | Totale                       | 172 292 | 100   |                                       | 172 292 | 100   |
|                                           |                              |         |       |                                       |         |       |
| Schede bianche                            | Schede bianche               | 1 165   | 0,66  |                                       |         |       |
| Schede nulle                              | Schede nulle                 | 3 243   | 1,84  |                                       |         |       |
| Votanti                                   | Votanti                      | 176 700 | 64,05 |                                       |         |       |
| Elettori                                  | Elettori                     | 275 894 |       |                                       |         |       |